# Romanian International 2015
Die Romanian International 2015 fanden vom 12. bis zum 15. März 2015 in Timișoara statt. Es war die 17. Austragung dieser internationalen Meisterschaften von Rumänien im Badminton.

## Sieger und Platzierte
| Disziplin    | Gold                                 | Silber                                 | Bronze                              |
| ------------ | ------------------------------------ | -------------------------------------- | ----------------------------------- |
| Herreneinzel | Adi Pratama                          | Indra Bagus Ade Chandra                | Mark Caljouw                        |
| Herreneinzel | Adi Pratama                          | Indra Bagus Ade Chandra                | Sinan Zorlu                         |
| Dameneinzel  | Lianne Tan                           | Chloe Birch                            | Ebru Tunalı                         |
| Dameneinzel  | Lianne Tan                           | Chloe Birch                            | Sarah Walker                        |
| Herrendoppel | Zvonimir Đurkinjak Zvonimir Hölbling | Miłosz Bochat Paweł Pietryja           | Marin Baumann Jordan Corvée         |
| Herrendoppel | Zvonimir Đurkinjak Zvonimir Hölbling | Miłosz Bochat Paweł Pietryja           | Indra Bagus Ade Chandra Adi Pratama |
| Damendoppel  | Chloe Birch Jenny Wallwork           | Léa Palermo Anne Tran                  | Steffi Annys Flore Vandenhoucke     |
| Damendoppel  | Chloe Birch Jenny Wallwork           | Léa Palermo Anne Tran                  | Cemre Fere Ebru Tunalı              |
| Mixed        | Tarun Kona Siki Reddy                | Jones Ralfy Jansen Cisita Joity Jansen | Paweł Pietryja Aneta Wojtkowska     |
| Mixed        | Tarun Kona Siki Reddy                | Jones Ralfy Jansen Cisita Joity Jansen | Marvin Seidel Linda Efler           |